# Wardance
Wardance è il primo album in studio dei Terrified, registrato nel 1985 ma uscito nel 1996 per l'etichetta discografica FTP Records.

## Tracce
1. Wardance – 4:41
2. Black Sheep – 4:34
3. Rock & Roll – 4:55
4. The One That Got Away – 4:21
5. Kiss & Say Goodbye (Live) – 5:44
6. Fly Paper (Live) – 13:57
7. We Can't Lose (Live) – 10:38
8. Wardance (Live) – 24:17

## Formazione
- Ray Gillen - voce
- Teddy Rondinelli - chitarra
- James Lomenzo - basso
- Bobby Rondinelli - batteria
- Corey Davidson - tastiere